# Dinaspis silvestrii
Dinaspis silvestrii är en insektsart som beskrevs av Leonardi 1914. Dinaspis silvestrii ingår i släktet Dinaspis och familjen pansarsköldlöss.
Artens utbredningsområde är Guinea. Inga underarter finns listade i Catalogue of Life.